# Emisja wtórna

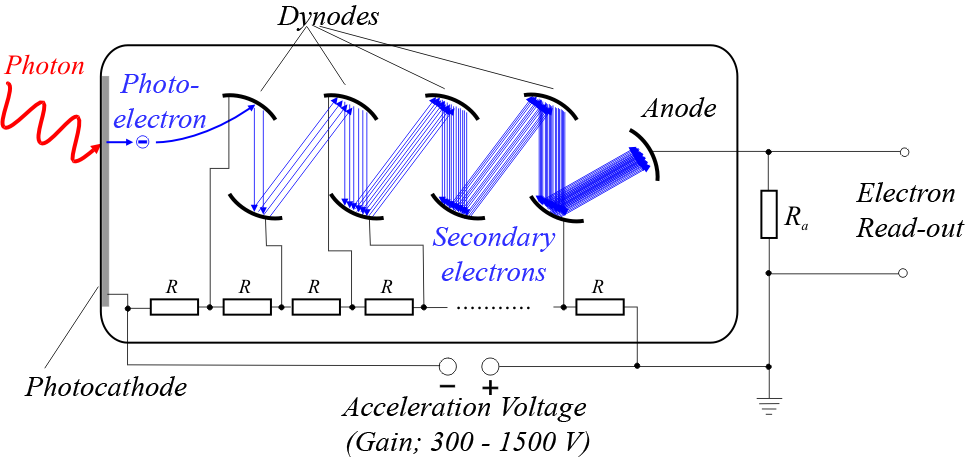
Schemat fotopowielacza. Na dynodach zachodzi powielanie elektronów zobrazowane tu niebieskimi liniami.

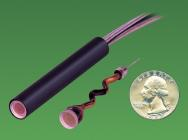
Kanalikowy fotopowielacz, w obudowie i bez obudowy. Kręta rurka to kanalikowy powielacz elektronów.

Emisja wtórna – emisja cząstek z powierzchni ciała stałego, pod wpływem napromieniowania tego ciała wiązką cząstek o dostatecznie dużej energii. Termin ten często oznacza emisję elektronów, zwanych wtórnymi, pod wpływem bombardowania elektronami lub jonami.

## Własności
Do opisu wydajności emisji wtórnej wprowadzono współczynnik emisji wtórnej określony jako stosunek liczby elektronów wtórnych do pierwotnych. Współczynnik oznaczany jest symbolem δ.
Wydajność emisji wtórnej zależy od materiału oraz stanu jego powierzchni, nie stwierdzono jego zależności od liczby atomowej, pracy wyjścia. Współczynnik emisji jest mały dla metali dobrze przewodzących prąd elektryczny, a większy dla półprzewodników i izolatorów. Nie zależy od natężenia wiązki elektronów pierwotnych, zależy od kąta padania wiązki, jest najmniejszy przy prostopadłym padaniu wiązki. Zależy od energii padających elektronów, początkowo rośnie wraz ze wzrostem energii, osiąga maksimum, później maleje. Przykładowo maksymalny współczynnik emisji glinu wynosi 0,97 i jest osiągany dla energii elektronów pierwotnych około 300 eV, a chlorku sodu 6 – 18, przy – 500 eV.
Energia elektronów wtórnych wynosi kilka elektronowoltów i w niewielkim stopniu zależy od energii elektronów pierwotnych.
Elektrody na których ma zachodzić emisja wtórna wykonuje się z niklu, stali nierdzewnej lub stopu miedzi z berylem. Elektrody pokrywa się emiterem, na który najczęściej używa się: antymonek metali alkalicznych (np antymonek cezu), tlenek berylu (BeO), tlenek magnezu (MgO), fosforek galu (GAP), fosforek galu i (GaAsP).

## Teoria emisji wtórnej
Teoria emisji wtórnej rozważa trzy etapy:
1. Wytworzenie przez padające elektrony w bombardowanym ciele elektronów wtórnych o odpowiednio dużej energii.
2. Transport wzbudzonych elektronów do granicy ciało – próżnia.
3. Ucieczka elektronów z ciała.

## Zastosowania
Emisja wtórna jest stosowana do wzmacniania słabych sygnałów nawet w postaci pojedynczych elektronów. Zjawisko emisji wtórnej jest podstawą działania powielaczy elektronowych i zbudowanych w oparciu o jego zasadę działania fotopowielaczy, detektorów jonów, płytek mikrokanalikowych. W elektronowym mikroskopie elektronowym emisja wtórna jest podstawowym sposobem pozyskiwania danych.
Emisja wtórna zachodzi powszechnie w lampach elektronowych, często będąc zjawiskiem niepożądanym, choć bywa też praktycznie wykorzystywana w lampach o emisji wtórnej.